# Haukur Pálsson
Pour les articles homonymes, voir Pálsson.
Haukur Helgi Pálsson, né le 18 mai 1992, à Reykjavik, en Islande, est un joueur islandais de basket-ball. Il évolue au poste d'ailier.